# 阿恩斯贝格行政区
阿恩斯贝格行政区（德語：Regierungsbezirk Arnsberg）是德国北莱茵-威斯特法伦州的5个行政区之一，首府阿恩斯贝格。

## 行政区划
阿恩斯贝格行政区下设7个县：
1. 恩讷珀-鲁尔县（Ennepe-Ruhr-Kreis）
2. 上绍尔兰县（Hochsauerlandkreis）
3. 梅基施县（Märkischer Kreis）
4. 奥尔珀县（Kreis Olpe）
5. 锡根-维特根施泰因县（Kreis Siegen-Wittgenstein）
6. 索斯特县（Kreis Soest）
7. 翁纳县（Kreis Unna）

阿恩斯贝格行政区下设5个非县辖城市：
1. 波鸿市（Bochum）
2. 多特蒙德市（Dortmund）
3. 哈根市（Hagen）
4. 哈姆市（Hamm）
5. 黑尔讷市（Herne）